# Guillermo Ferracuti
Guillermo Ferracuti (Soldini, 11 febbraio 1991) è un calciatore argentino, difensore dell'Atlanta.

## Caratteristiche tecniche
È un terzino sinistro.

## Palmarès
- Campionato argentino: 1

Newell's Old Boys: 2013 (C)